# Nisibiská škola
Nisibiská škola byla duchovním centrem syrské antiochijské církve v pozdním starověku. Existovala od 4. do 8. století.

## Založení a umístění
Škola podle vzoru antiochijské školy byla založena v Nisibisu kolem roku 350, podle pozdější tradice byl zakladatelem Mar Jakob. Umístění školy bylo vybráno pečlivě, protože město bylo v centru aramejsky mluvící oblasti a zároveň leželo v Římské říši, kde křesťané mohli svobodně praktikovat své náboženství na základě Milánského ediktu (313) a Konstantin Veliký i jeho synové je stále víc privilegovali. Větší část Mezopotámie byla naproti tomu pod nadvládou Sásánovců (Perské dynastie), kde hrál důležitou roli zoroastrismus; zejména král Šápúr II. (309 až 379) nechal ve své říši křesťany pronásledovat.
Poté, co Nisibis mírovou smlouvou z roku 363 padl do rukou Sásánovců a byl svými římskými obyvateli opuštěn, byla škola přesunuta do Edessy, která byla stále římská. V té době byla škola známá jako „ Edeská škola“ nebo „škola Peršanů“ a proslavil ji zejména Efrém Syrský. Theodor z Mopsuestie školu vedl dále. Theodorova díla, základ asyrské teologie, byla brzy přeložena z řeckého originálu do aramejského (syrského) jazyka a postupně nahradila práce Efrémovy.
Během nestoriánské kontroverze poskytli Aramejci (Asyřané) stoupencům Nestoria ochranu. V roce 489 nařídil východořímský císař Zenon školu kvůli jejím nestoriánským tendencím uzavřít. Škola byla proto přesunuta zpět do Nisibisu. Umožnily to politické změny v Persii: nejpozději od roku 484 se křesťanství v této říši oficiálně tolerovalo.

## Centrum syrské teologie
Po přestěhování zpět do Nisibisu se prestiž a vliv školy nadále zvyšovaly. Přilákala mnoho studentů ze syrské církve, z nichž mnozí později dosáhli významných církevních funkcí. Škola se také těšila vynikající pověsti v římské říši a byla často považována za vzor, a to bez ohledu na teologické rozdíly. Exegetické metody školy navazovaly na tradici antiochijské školy, tzn. výklad Písma přísně doslovný a kontrolovaný gramaticko-historickým rozborem. Práce Theodora z Mopsuestie byly i nadále východiskem tamní teologické výuky. Lidé jako Abraham z Beth Rabbanu, který školu navštěvoval v polovině 6. století, vynaložil mnoho úsilí na šíření Theodorova díla. Spisy samotného Nestoria byly naopak do učebních osnov přidány až po roce 540.
Velkým obdivovatelem školy byl Junillus Africanus, kvestor sacri palatii císaře Justiniána. Mimo jiné prostřednictvím jeho spisů (např. Instituta regularia divinae legis), které podle mnoha badatelů silně ovlivnil Pavel Peršan, přednášející na škole, se pověst školy Nisibis rozšířila i na latinském Západě. Její věhlas jako teologického semináře byl brzy tak velký, že podle jejího vzoru chtěl mimo jiné založit podobnou instituci v Římě i papež Agapetus I. Zdá se, že senátor Cassiodorus kolem roku 535 vypracoval plán školy, který byl v souladu s papežovým přáním. Politické problémy (zejména gótská válka) a smrt papeže v roce 536 brzké realizaci tohoto plánu zabránily. Kolem roku 555 však byla založena klášterní akademie Vivarium z vlastní iniciativy jejího zakladatele Cassiodora, který po roce 540 v Byzanci poznal i studijní řád nisibiské školy.
Na konci 6. století prošla škola teologickou krizí, když se její vůdce, Henáná z Adiabene, pokusil nahradit Theodorovo učení svým vlastním, založeným na origenismu. Ve té době byl neoficiálním ředitelem školy Babaj Veliký (551–628). Svého rivala Henánu zavrhl a jako součást tohoto sporu napsal přelomovou práci o christologii, založenou na díle Theodora z Mopsuestie: Kniha jednoty je nejdůležitější prací o christologii, které edeská škola vytvořila. Babaj v ní vysvětlil, že Kristus měl dvě bytosti (qnome), Boha a člověka, nesmíšené a věčně spojené v jediné osobě (parsopa).
Spor o Hanánu a mnišská obnova iniciovaná Abrahamem z Kaškaru a podporovaná Babajem umenšila vliv školy, a vznik dalších škol v Perské říši podle jejího vzoru omezil její jedinečnost. Po Henánově smrti (kolem roku 610) se škola zřejmě dostala do úpadku, z něhož se již nikdy nevzpamatovala.
Během islámské expanze (od roku 632) se Nisibis brzy dostal pod nadvládu muslimských Arabů. Zdá se, že škola hrála v následujících desetiletích důležitou zprostředkovatelskou roli: od jejího založení tam četná řecká díla byla přeložena do syrštiny či aramejštiny, která je s arabštinou blízce příbuzná. Nisibis byla proto důležitá pro přenos znalostí řeckořímské antiky Arabům. Silné zemětřesení v 8. století však velkou epochu školy v Nisibisu ukončilo.

## Osobnosti školy
- Abraham z Beth Rabbanu, rektor školy
- Henáná, 540(?) až 610, rektor školy
- Efrém Syrský
- Abraham bar Qardahi, exegeta, 6. století
- Theodor z Mopsuestie, teolog